# Dendropanax lancifolius
Dendropanax lancifolius là một loài thực vật có hoa trong Họ Cuồng cuồng. Loài này được (Ridl.) Ridl. mô tả khoa học đầu tiên năm 1922.